# Kozlíček kovolesklý
Kozlíček kovolesklý (Phytoecia caerulescens) je druh brouka z čeledi tesaříkovitých a rodu Phytoecia. Původně byl tento druh řazen do rodu Leptura.

## Popis
Dospělci dorůstají délky 8–14 mm. Základní zbarvení je obvykle modrozelené, ale vyskytují se i brouci šedí, zelení, modrošedí, šedočervení, žlutozelení nebo černí. Šedivé zbarvení mívají hlavně staří jedinci.

## Rozšíření a výskyt
Jedná se o palearktický druh široce rozšířený v Evropě, severní Africe, Malé Asii a na Blízkém východě. Nevyskytuje se ve Skandinávii a na Britských ostrovech. Byl zavlečen do Austrálie. V Čechách se vyskytuje spíše lokálně, zejména v teplejších oblastech na okrajích lesů, ve stepích a lesostepích, na pastvinách, úhorech, náspech, kamenitých svazích a v neobhospodařovaných zahradách. Vytváří poddruhy Phytoecia caerulescens caerulescens a Phytoecia caerulescens cretensis, který se vyskytuje pouze na Krétě.

## Způsob života a vývoj
Hostitelskými rostlinami jsou brutnákovité, nejčastěji hadinec. Samice na rostlině vykouše zářez, do kterého naklade vajíčko. Larva se vyvíjí ve středové části stonku nebo v kořenu. Na konci svého vývoje ohlodá vnitřní část stonku v místě, kde se poté lodyha odlomí. Larva tento otvor ucpává drtí. Vývoj je dvouletý nebo jednoletý.